# Captiva (álbum)
| Críticas profissionais | Críticas profissionais |
| Avaliações da crítica  | Avaliações da crítica  |
| Fonte                  | Avaliação              |
| ---------------------- | ---------------------- |
| allmusic               | link                   |
| Jesus Freak Hideout    | link                   |

Captiva é o terceiro álbum de estúdio da banda Falling Up, lançado a 2 de outubro de 2007.

## Faixas
Todas as faixas por Jessy Ribordy, exceto onde anotado.
1. "A Guide to Marine Life" — 4:02
2. "Hotel Aquarium" (Ribordy, Aaron Sprinkle) — 2:45
3. "Goodnight Gravity" (Sprinkle) — 3:22
4. "Captiva" — 3:30
5. "Helicopters" — 3:50
6. "Maps" (Ribordy, Sprinkle, Chris Stevens) — 3:26
7. "How They Made Cameras" — 4:07
8. "Good Morning Planetarium" (Ribordy, Sprinkle) — 3:15
9. "Murexa" (Ribordy, Randy Torres) — 2:56
10. "Drago or the Dragons" — 4:23
11. "Arch to Archtilles" — 4:47
12. "The Dark Side of Indoor Track Meets" — 5:39

## Desempenho nas paradas musicais
| Parada musical (2007)                 | Posição |
| ------------------------------------- | ------- |
| Estados Unidos - Top Christian Albums | 19      |
| Estados Unidos - Top Heatseekers      | 7       |